# 585 v. Chr.
Portal Geschichte | Portal Biografien | Aktuelle Ereignisse | Jahreskalender | Tagesartikel

◄ |
7. Jahrhundert v. Chr. |
6. Jahrhundert v. Chr. |
5. Jahrhundert v. Chr. |
►

◄ | 600er v. Chr. | 590er v. Chr. | 580er v. Chr. | 570er v. Chr. |
560er v. Chr. |
►

◄◄ | ◄ | 588 v. Chr. | 587 v. Chr. | 586 v. Chr. | 585 v. Chr. |
584 v. Chr. |
583 v. Chr. |
582 v. Chr. |
► |
►►

## Ereignisse

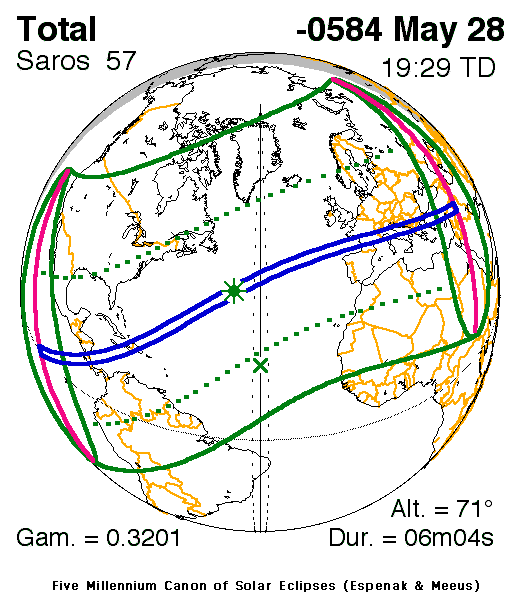
Die Finsternis erreicht kurz vor ihrem Ende (Abend) Kleinasien

- 28. Mai: Aufgrund einer an diesem Tag stattfindenden Sonnenfinsternis ist die Schlacht am Halys das erste Ereignis, das mit einem genauen Datum belegt werden kann. Die von Thales von Milet vorhergesagte Sonnenfinsternis vom 28. Mai 585 v. Chr. bewegt König Alyattes II. von Lydien und Kyaxares II. von Medien zur Einstellung der Kampfhandlungen.

## Geboren
- um 585 v. Chr.: Kimon, attischer Aristokrat und Olympiasieger († nach 528 v. Chr.)